# ARINC 818
 (mai 2015).
Le standard ARINC 818, est un protocole de communication vidéo par fibre optique utilisé dans l'aéronautique. Ce standard est défini par ARINC (Aeronautical Radio Incorporated). Le standard existe depuis 2007 et définit un protocole d'envoi de données par paquet. La seconde version du standard ARINC 818-2 a été publiée en 2013. Elle ajoute de nouvelles possibilités telles que l'envoi de parties d'images.

## Description  de la trame
Les trames utilisées par le standard peuvent être de trois types appelés objets :
- les objets 0 contenant des informations sur la trame et des données auxiliaires ;
- les objets 1 contenant les données audio ;
- les objets 2 ou 3 contenant les données vidéos.

Les trames sont encapsulées dans des conteneurs qui commencent par un header (objet 0), celui-ci précède un certain nombre de trames (objets 1, 2 ou 3) ; chaque conteneur contient l'information relative à une image ou à une portion d'image (1/2 image, 1/3 d'image, etc.).
Les trames vidéos (objets 2) sont composées d'un SOF (start of frame), d'un entête de trame, d'une payload contenant les données vidéos, de bits de redondance calculés à partir d'un Contrôle de redondance cyclique (CRC) suivi d'un EOF (End of Frame).
Un encodage 8b/10b est réalisé et les données sont sérialisées avant d'être envoyées à travers une fibre optique.

## Comparaison aux autres standards
Le standard ARINC 818 est une alternative possible au standard HD-SDI (High Definition Serial Digital Interface). L'avantage de ce standard par rapport à son concurrent est l'utilisation de paquets de données qui permettent l'utilisation de switchs.
La trame du standard ARINC 818 est très proche de la trame utilisée pour Ethernet.